# Hembiträdesföreningarnas centralkommitté
Hembiträdesföreningarnas centralkommitté var en svensk organisation för hembiträdesföreningar, bildad i mars 1936 på initiativ av Hanna Grönvall, då ordförande för Stockholms hembiträdesförening av ett dussintal hembiträdesföreningar från södra och mellersta Sverige fanns representerade. Den hette först Hembiträdesföreningarnas samarbetskommité innan namnet ändades till "Hembiträdesföreningarnas centralkommitté" efter beslut av Hembiträdesföreningarnas konferens i april 1940.
Man var en drivande kraft bakom 1944 års svenska hembiträdeslag, och uppföljningar av denna. Sitt maximum nådde centralkommittén 1942 med 27 anslutna föreningar och 512 medlemmar. 
Efter andra världskriget började yrket dö ut i allt snabbare takt, trots förbättringarna i 1944 års lag. Nya hushållsapparater förenklade hushållsarbetet och det blev dyrare att anställa hembiträden. De flesta hembiträden såg sitt yrke som något tillfälligt som de utförde när de saknade annat val och bytte arbete så fort de erbjöds något annat, och då samhället efter andra världskriget öppnade upp allt fler arbetsmöjligheter för kvinnor inom handel, industri och offentlig sektor, dog yrket hembiträdesyrket snabbt ut, trots att en del förmåner infördes under 1950-talet för att intressera kvinnor att välja yrket.
Under 1950-talet avtog verksamheten, och i november 1958 upplöstes organisationen.

### Fotnoter
1. ↑  Carlsson, K. (2013). Den tillfälliga husmodern: hemvårdarinnekåren i Sverige 1940-1960. Sverige: Nordic Academic Press. s. 73-74